# Диметилглиоксим

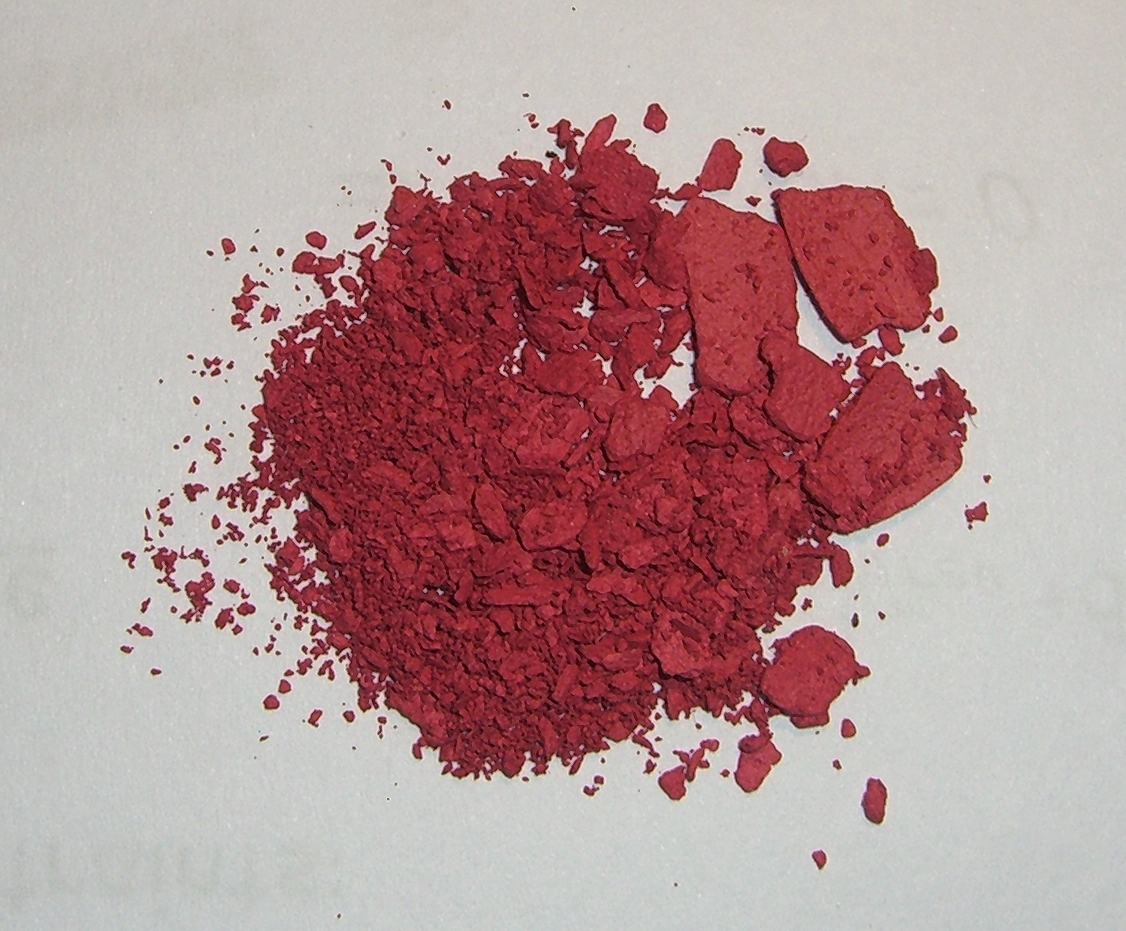
Диметилглиоксимат никеля

Структура диметилглиоксимата никеля

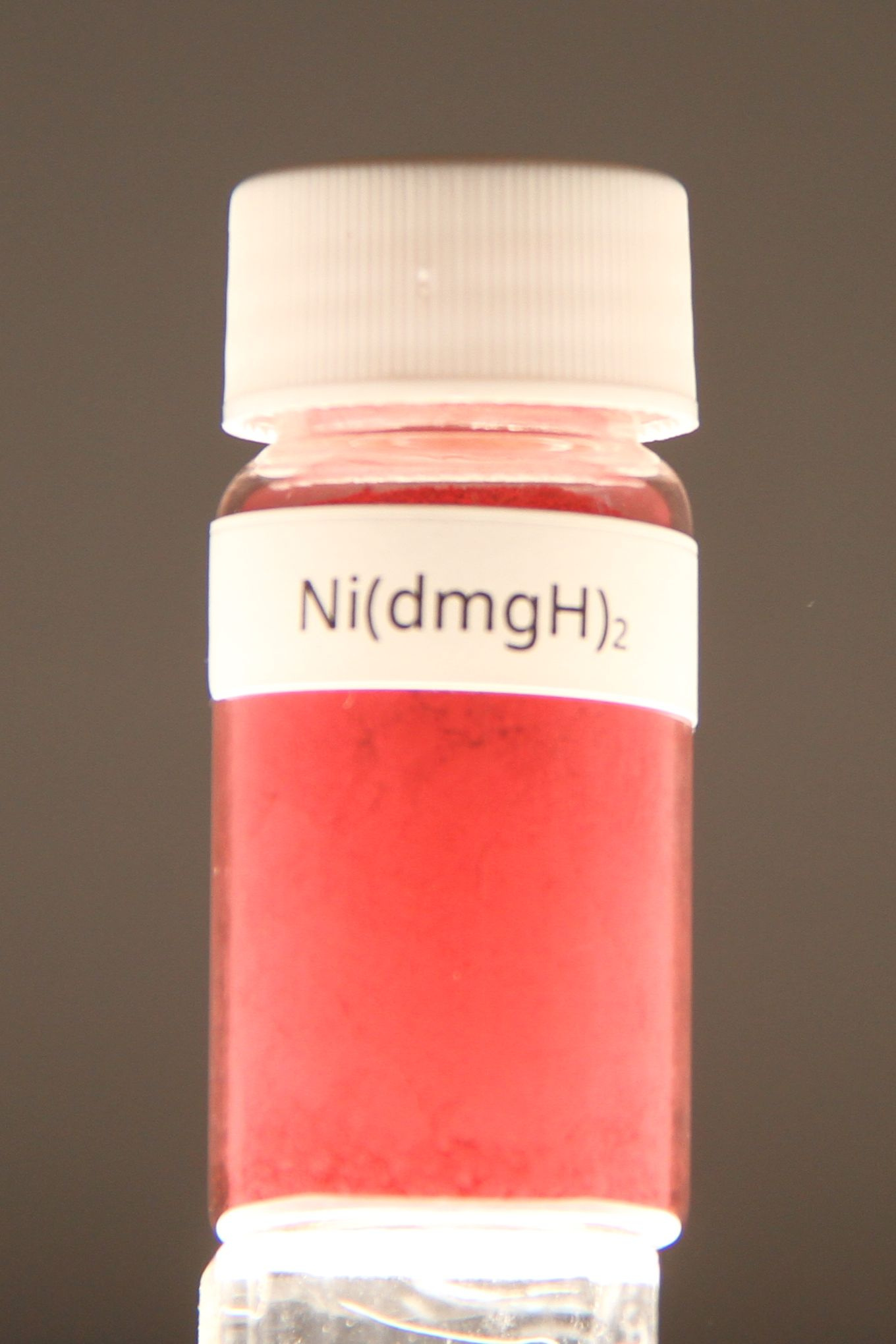
Диметилглиоксимат никеля в виале

Диметилглиоксим (2,3-бутандиондиоксим, диоксим диацетила) — органическое соединение, относящееся к оксимам.

## Свойства
Диметилглиоксим представляет собой бесцветные кристаллы; tпл 238—240 °C. Диметилглиоксим растворим в спирте, эфире и растворах щелочей; с солями никеля образует красный нерастворимый осадок диметилглиоксимата никеля (C4H7O2N2)2Ni, являющегося внутрикомплексным соединением.

## Получение
Диметилглиоксим получают действием гидроксиламина NH2OH на диацетил CH3COCOCH3 и др. способами.
Известен удобный лабораторный способ получения диметилглиоксима из метилэтилкетона:

## Применение
Диметилглиоксим применяют для качественного и количественного определения палладия и никеля. Как селективный реагент для определения никеля в щелочной среде в присутствии окислителей диметилглиоксим предложен в 1905 Л. А. Чугаевым, поэтому диметилглиоксим иногда называют «реактив Чугаева».
При взаимодействии с ионами никеля диметилглиоксим образует красный комплекс, который может быть легко осажден и определен гравиметрически.